# G-Funk Classics, Vol. 1 & 2
G-Funk Classics, Vol. 1 & 2 è il primo album in studio del rapper e cantante statunitense Nate Dogg, pubblicato nel 1998.

## Tracce

### Disco 1:Ghetto Preacher
1. Hardest Man in Town – 4:07
2. Intro to G-Funk (Comm. 1) – 2:13
3. G-Funk (featuring Isaac Reese & Nanci Fletcher) – 4:44
4. First We Pray (featuring Kurupt & Isaac Reese) – 4:07
5. My World (featuring Nanci Fletcher) – 4:21
6. Crazy, Dangerous (featuring Six Feet Deep & Nanci Fletcher) – 2:33
7. These Days (featuring Daz Dillinger) – 5:00
8. Bag O' Weed (featuring Tray Deee) – 4:34
9. Dirty Hoe's Draws (featuring Big Chuck, L.T. Hutton, Salim & Val Young) – 5:50
10. Scared of Love (featuring Butch Cassidy) – 5:27
11. Me & My Homies (featuring 2Pac & Nanci Fletcher) – 4:09
12. Because I Got a Girl – 3:49
13. My Money (featuring The Lady of Rage & Nanci Fletcher) – 4:51
14. Never Leave Me Alone (featuring  Snoop Dogg & Val Young) – 5:56
15. Last Prayer (Comm. 2) – 2:09
16. Where Are You Going? (featuring Pamela Hale) – 5:59

### Disco 2:The Prodigal Son
1. Dedication – 0:07
2. Who's Playin' Games – 2:48
3. I Don't Wanna Hurt No More (featuring Butch Cassidy) – 5:39
4. Just Another Day (featuring Butch Cassidy & Val Young) – 4:16
5. She's Strange (featuring Barbara Wilson) – 4:31
6. Almost in Love (featuring Isaac Reese) – 4:14
7. No Matter Where I Go (featuring Barbara Wilson) – 4:40
8. Stone Cold – 4:56
9. Friends (performed by 213) – 4:58
10. Puppy Love (featuring Daz Dillinger, Kurupt & Snoop Dogg) – 4:27
11. It's Goin' Down Tonight (featuring Butch Cassidy & Isaac Reese) – 4:26
12. Nobody Does It Better (featuring Warren G) – 4:29
13. Sexy Girl (featuring Big Syke) – 4:05
14. Dogg Pound Gangstaville (featuring Kurupt & Snoop Dogg) – 3:48
15. Never Too Late (featuring Barbara Wilson) – 6:11